# بل ۲۰۱
بل ۲۰۱ (به انگلیسی: Bell 201) یک بالگرد ساختِ کارخانهٔ بل هلیکوپتر در کشور ایالات متحده آمریکا و کانادا است. نخستین استفاده‌کنندهٔ این بالگرد نیروی زمینی ایالات متحده آمریکا بوده‌است. این بالگرد برای نخستین بار در ۲۰ اکتبر ۱۹۵۴ میلادی مورد استفاده قرار گرفت.